# Haemobaphes theragrae
Haemobaphes theragrae är en kräftdjursart som beskrevs av Yamaguti 1939. Haemobaphes theragrae ingår i släktet Haemobaphes och familjen Pennellidae. Inga underarter finns listade i Catalogue of Life.